# Waikato Plains

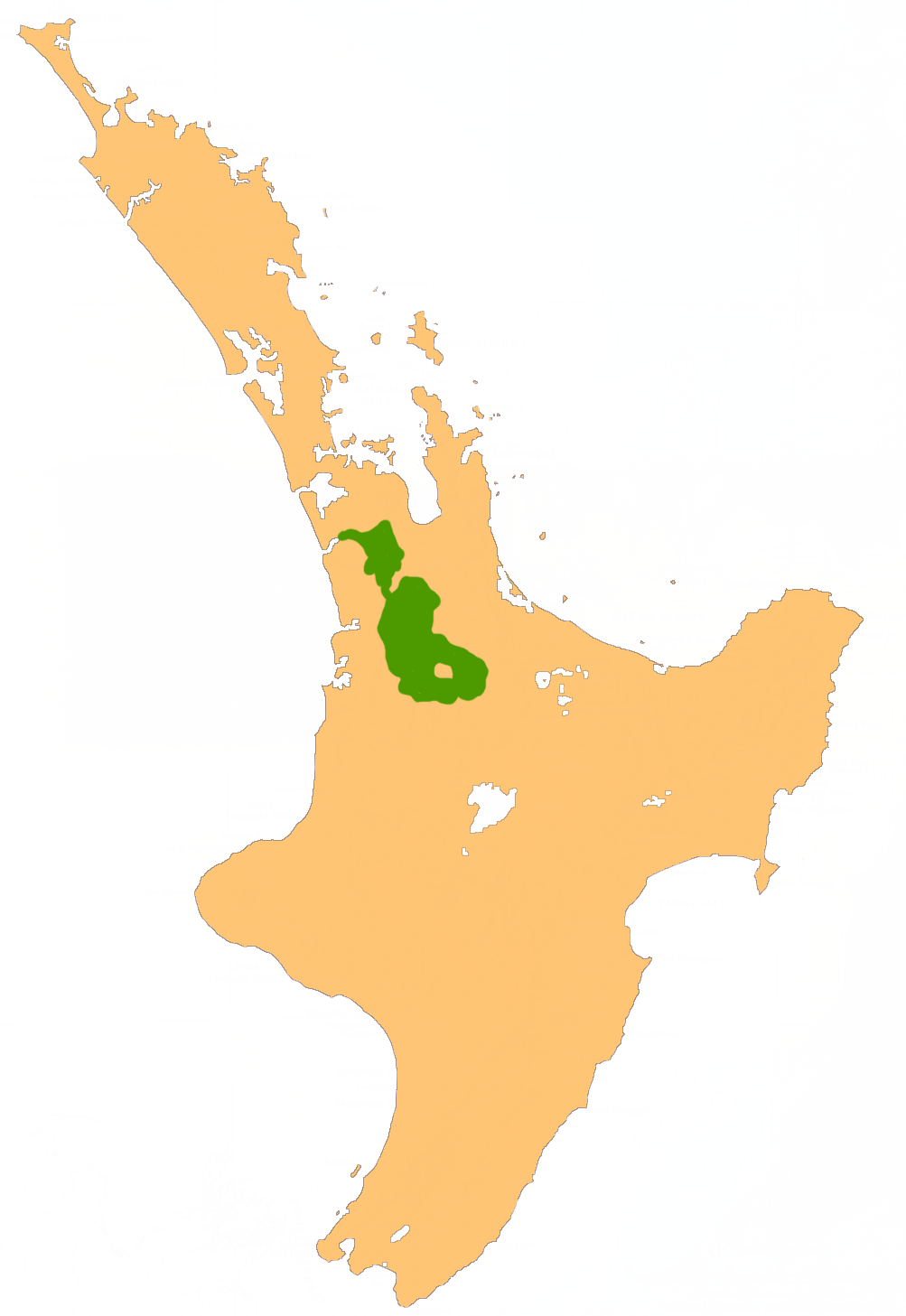
Lage der Waikato Plains

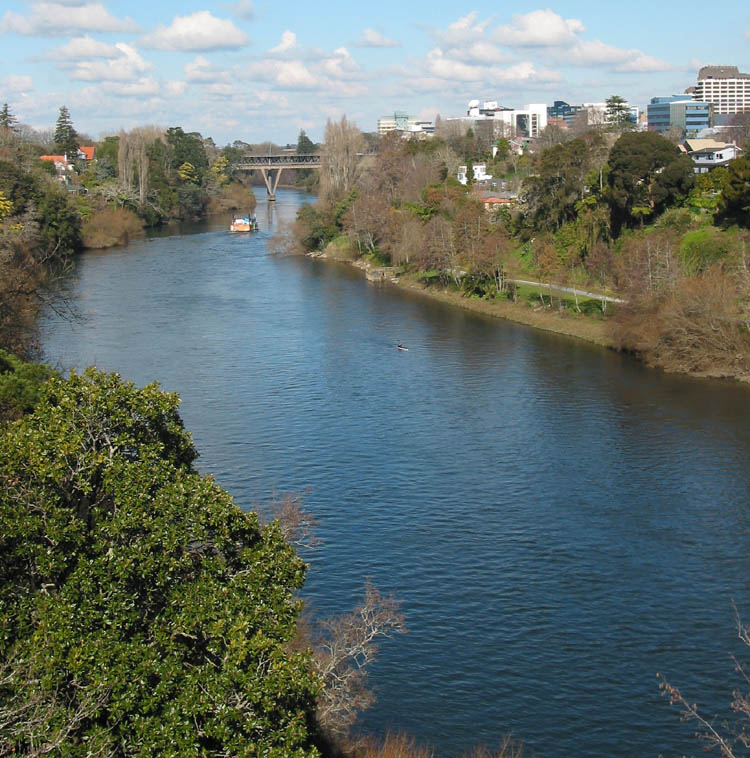
Der Waikato River nahe der Stadt Hamilton.

Die Waikato Plains (übertragen: „Waikato-Ebene“) sind ein großes weitgehend ebenes Gebiet im Nordwesten der Nordinsel Neuseelands. Die Ebene ist das natürliche Überflutungsgebiet des Waikato River, Neuseelands längstem Fluss.

## Lage und Verkehrsanbindung
Das Gebiet der Waikato Plains umfasst das Wassereinzugsgebiet des Flusses nördlich der Linie zwischen den Orten Te Awamutu und Rotorua, westlich des Hügellandes zu den Hauraki Plains sowie südlich der Stadt Pukekohe.
Das Gebiet gehört verwaltungsseitig größtenteils zur Waikato-Region. Gegenüber den sonst in Neuseeland üblichen Bevölkerungsdichten ist die Ebene stark bevölkert, über 250.000 Menschen leben auf der rund 8000 km² großen Fläche der Waikato Plains, jedoch rund die Hälfte davon bereits in Hamilton, der größten Stadt der Region und Hauptstadt des Distriktes.
Das Gebiet wird von Nordwest nach Südost durch den New Zealand State Highway 1, hier als Thermal Explorer Highway bezeichnet, durchquert, von Te Aroha führt der SH 26 nach Hamilton, auch in den Südwesten der Nordinsel gibt es über den SH 39 und SH 3 eine Anbindung. 
Parallel zu SH 1 und SH 3 verläuft die North Island Main Trunk Railway, die Hauptstrecke der neuseeländischen Eisenbahn auf der Nordinsel zwischen Auckland und Wellington.

## Flächennutzung
Die Ebene ist von sehr fruchtbaren Böden bedeckt, so dass hier eine intensive Landwirtschaft mit Weidewirtschaft (Rinder, Schafe) und Getreideanbau betrieben werden kann. Besonders die Milchwirtschaft bildet aber die Grundlage der lokalen Wirtschaft.
In den westlich von Hamilton gelegenen Gebieten sind zahlreiche Weinanbaugebiete entstanden, die auch in den nächsten Jahren weiter ausgebaut werden sollen. Östlich von Hamilton sind einige der bekanntesten Pferdezuchtbetriebe der südlichen Hemisphäre ansässig.
Auf einem beträchtlichen Geländeumfang befinden sich Torfe, in denen ein Abbau des Materials als Brennstoff erfolgt, zahlreiche Gebiete sind aber auch heute noch sumpfig und feucht. Rund um den Lake Waikare, der sich inmitten der Ebene befindet, gibt es noch unzählige weitere kleine Seen.

## Entstehung
Die Landschaft, die heute als Waikato und Hauraki Plains bezeichnet wird, wurde über einen Zeitraum von mehreren tausend Jahren durch den Waikato River geformt. Der Flusslauf wechselte dabei über diesen Zeitablauf mehrfach und veränderte dabei die Landschaft ständig. Vor mehr als 20.000 Jahren mündete der Waikato River noch in den Firth of Thames, dem heutigen nördlichen Abschluss der Hauraki Plains. Durch zahlreiche vulkanische Aktivitäten im Vulkangebiet um den Lake Taupō wurde immer wieder Lava und Asche in das Flussgebiet des Waikato getragen. Dieses leichte Material wurde abgelagert und bildete mit der Zeit neue Hügellandschaften, die den heutigen östlichen Abschluss der Waikato Plains bilden.
Vor rund 12.000 Jahren nahmen die vulkanischen Aktivitäten soweit ab, dass nicht mehr so extrem viel Sedimentmaterial in den Flusslauf gelangen konnte und der Fluss wechselte seine Mündung zur Tasmansee.
Eine weitere Periode starker vulkanischer Aktivitäten sorgte vor rund 2000 Jahren dafür, dass der Waikato River zeitweilig durch Sedimentablagerung blockiert wurde und sich natürliche Dämme bildeten. Daraus entstanden die heute bekannten Seen im Gebiet der Waikato Plains.

## Überregionale Bekanntheit
Überregionale Bekanntheit erzielte die Waikato-Region durch zahlreiche Schauplätze in der Filmtrilogie Herr der Ringe. Während das Gebiet rund um die Mündung des Waikato River als Hügelland rund um die Wetterspitze Verwendung fand, wurde im Osten nahe dem Ort Matamata das Dorf der Hobbits, Hobbiton errichtet.